# Thelodon spilonota
Thelodon spilonota är en stekelart som först beskrevs av Cameron 1907.  Thelodon spilonota ingår i släktet Thelodon och familjen brokparasitsteklar. Inga underarter finns listade i Catalogue of Life.